# Frente Nacional (Italia, 1997)
El Frente Nacional (Fronte Nazionale) (FN) fue un partido político italiano de derechas.
La FSN tenía sus raíces en la Llama Tricolor, cuando dos de sus líderes más radicales, Tomaso di Staiti Cuddia y Adriano Tilgher fueron expulsados del partido en 1997. Como respuesta Tilgher formó su propio grupo en septiembre de ese año, inicialmente llamándolo Fronte Nazionale y basándose en el Frente Nacional francés de Jean-Marie Le Pen. El partido, que inicialmente se circunscribió a Roma obtuvo 18.000 votos elecciones municipales de 1998 en ésta. 
El partido comenzó a expandirse a principios de 2000, buscando trabajar con otros grupos menores en la extrema derecha para formar una alternativa unida a la Alianza Nacional. Con la incorporación de otros disidentes de la Llama Tricolor adoptó finalmente el nombre actual. En marzo de 2003 los partidarios del nuevo grupo protestaron frente a la embajada suiza contra el encarcelamiento de Gaston-Armand Amaudruz. 
Para las elecciones europeas de 2004 se unió a Acción Social y Fuerza Nueva en la coalición Alternativa Social liderada por Alessandra Mussolini, que obtuvo un eurodiputado. Esta coalición se desintegró antes de las elecciones generales de 2006. En 2008 Tilgher se unió a La Derecha, dando lugar a la disolución del FSN.
- Datos: Q1470185